# لنگرود
 لنگرود شهری در شرق استان گیلان است و مرکز شهرستان لنگرود است. لنگرود از غرب با لاهیجان و از شرق با رودسر هم‌جوار است. این شهر یکی از شهرهای گیلک‌ نشین است و در تاریخ به جهت نزدیکی به دریای خزر همواره اهمیت استراتژیک زیادی داشته و اکنون نیز این شهر به شهر چای و برنج و ابریشم معروف است. همچنین به دلیل عبور رود لنگرود از مرکز این شهر و وجود پل‌های چندصدساله بر آن، سفرنامه‌نویسان اروپایی نظیر چارلز فرانسیس مکنزی، لنگرود را به شهر ونیز در ایتالیا تشبیه کرده‌اند.

## وجه تسمیه
نام لنگَرود ترکیبی است از دو پاره واژه لنگر و رود. لنگر به معنی وقار و سکون و آرامش است همان‌گونه که که کشتی لنگر انداخته آرامش می‌یابد. در ترکیب لنگر و رود دو «ر» در هم یکی شده و نام به لنگرود تبدیل می‌گردد و معنی رود سکون یافته و آرام و با وقار معنی می‌گیرد و اگر به رود جاری در این بنگریم آن را دارای جریان آن چنان آرامی می‌بینیم که گویا حرکتی ندارد. قدیم در ابتدای رودی که از میان شهر می‌گذرد، کشتی‌های باری لنگر می‌انداختند و بارگیری می‌کردند.

## تاریخ
نام لنگرود، برای نخستین بار در  در اواخر دوران سلطان محمد، پسر ملک شاه آلب ارسلان (سال ۵۱۲ هـ.ق.) در متون تاریخی ذکر شده‌است. در دورۀ صفویان، خصوصاً در دوره سلطنت شاه عباس اول، شهر لنگرود مرکز حوادث مهمی بوده‌است. فرار احمدخان حاکم لاهیجان از لنگرود و دستگیری اعضای خانوادۀ وی توسط کیا فریدون حاکم گیلان و تحویل آن‌ها به شاه عباس، از جمله رویدادهای مهم این دوره شهر است. نادرشاه افشار برای سرکوب تاتارهای شرق مازندران و توسعه تجارت و دستیابی به دریا، لنگرود را برای ایجاد پایگاه دریایی و کارخانه کشتیسازی انتخاب کرد و در توسعه آن کوشید. رونق صنعت ابریشم در دوره‌های صفویه و قاجاریه در شمال كشور یكی از دلایل گرمی تجارت لنگرود در گذشته بوده است و می‌توان دریافت كه چگونه داد و ستد بین ایران و روسیه از این منطقۀ گمركی انجام می‌شده است.

### شاه عباس یکم
اسم شهر لنگرود در کتاب‌های قدیمی زمان شاه عباس یکم بسیار ذکر شده است؛ از جمله کتاب عالم‌آرای عباسی که در مورد جنگ فرهاد خان قره‌مانلو سردار سپاه شاه عباس اول با خان احمد گیلانی حکمران آن زمان گیلان، از لنگرود نام می‌برد:
«خان احمد بعد از رفتن لشگریان از نقود و جواهر و اسباب خزاین و طلاآلات و نقره‌‌آلات آنچه دست مکنتش به آن می‌رسید فراهم آورده به جانب لنگرود و رودسر فرستاد که در کشتی نهاده و آماده فرار باشد. و مخدرات حرم را مصحوب کیا فریدون که از امرای معتبر گیلان و درگاره سالار حرم بود از لاهیجان بیرون فرستاد و خود منتظر بود که از پرده غیب چه صورت روی نماید».

### نادرشاه افشار
لنگرود از دیرباز مورد توجه حاکمان مختلف قرار داشت؛ از این جهت که به واسطه نزدیکی به دریای و رد شدن رودخانه‌ای منشعب از سفیدرود، این شهر نقطه‌ای مهم برای کشتیرانی و تجارت قلمداد می‌شد، خصوصا در نظر نادرشاه افشار که به اعتقاد سرپرسی سایکس، مولف تاریخ ایران، او اولین پادشاه ایران است که ارزش نیروی دریایی را درک نمود.  در دوره‌ی تسلط افاغنه، گیلان بوسیلة قوای روسیه اشغال شد ولی بعدها نادرشاه افشار با یک اخطار رسمی آنها را از این ناحیه راند. در زمان سلطنت نادرشاه افشار لنگرود مورد توجه قرار گرفت و مرکز نیروی دریایی شمال ایران گردید. جان التون در ژانویه سال ۱۷۴۳ به ریاست کل کشتی سازی تعیین و به لقب جمال بیک ملقب گردید. به گفته‌ی هانوی که محرک نادرشاه در تأسیس نیروی دریایی بود و عشق و علاقه زیادی در بدست گرفتن تجارت و سلطه دریای‌خزر داشت، جان التون یک کشتی‌ساز انگلیسی بود که در زمان نادرشاه او مرکز ستاد خود را در لنگرود تأسیس کرد و برای از بین بردن مشکلات مشغول به کار شد. الوارها را از جنگل بریده و به ساحل رسانید، پارچه‌های بادبان را از پنبه بافت و طناب‌ها را از لیف کتان درست کرد و چون در آن نواحی لنگری پیدا نمی‌شد به تجسس و جستجوی آن پرداخت. اهالی محل که بدون دریافت مزد کار می‌کردند نسبت به این بیگاری و کار اجباری بدون دستمزد آزرده بودند. التون که فقط یک نجار انگلیسی چند روسی و چند هندی در اختیار داشت، یک کشتی که بیست و سه پارو داشت به دریا انداخت. حکومت روسیه فعالیت‌های دریایی ایران و نادر شاه را با نظر خصمانه می‌نگریست اما التون پس از قتل ارباب خود در آنجا باقی ماند تا اینکه در شورش سال ۱۷۵۱ میلادی کشته شد و پس از مرگ او تمامی زحمات ایجاد نیروی دریایی از بین رفت.

#### پل خشتی
این پل به دلیل سبک بنا و مواد و مصالحی که در آن بکار رفته و مسافرت‌های این شاه صفوی به این ناحیه جهت تفریح و تفرج و یا سرکوب مخالفان خود، احتمال می‌رود در زمان شاه عباس اول ساخته شده باشد. ارتفاع خشت پل بیش از ۱۲/۵ متر ، عرض ... و طول آن ۱۶/۵ متر است در مورد علت مرتفع بودن این پل باید گفت که اولاً به سبب عبور کشتی‌های بادبانی قدیم از زیر آن بوده و در ثانی هنگام طغیان رودخانه سطح آب بسیار بالا می‌آید و زیادی ارتفاع پل مسلماً مانع از خرابی و نابودی آن شده است.

### قاجاریه
در دورة قاجاریه به این نواحی چندان توجه نمی‌شد حتی در اواخر همین دوره به علت نابسامانی اوضاع داخلی لنگرود و نواحی اطراف آن صحنه‌ی پیکار و کشمش‌های گردنکشانی بود که هریک سودای خانی در مخیله خود می‌پروراندند. از دوران قاجاریه چندین اماکن تاریخی در این شهر باقی مانده است.

### رضاشاه
ترقیات این شهر با روی کار آمدن رضاشاه دنبال شد البته شروع جنگ جهانی دوم باعث کندی انجام شهرسازی با اسلوب جدید در لنگرود شد ولی بیش از پیش این شهر به ترقیات و پیشرفت‌های سریعی دست یافت.

### بافت تاریخی
آنچه در این شهر جلب توجه می‌کند پوشش بعضی از خانه‌ها در محله‌های قدیمی، به وسیله سفال است؛ که آن را از سایر شهرهای ایران متمایز می‌سازد ولی در اغلب مناطق با گسترش شهرسازی پوشش فلزی شیروانی جای سفال شیروانی را گرفته است. بعضی از این خانه‌های قدیمی با سقف سفالی ثبت تاریخی شده اند و در بعضی از آنها نیز هنوز مردم این شهر زندگی می‌کنند. 

## جغرافیا

### موقعیت مکانی
لنگرود در طول ۳۰ و ۱۰۵۱۰ و عرض ۱۱ و ۳۷ جغرافیایی، در ارتفاع ۱۴- متر از سطح دریای‌خزر قرار دارد. این شهرستان بر روی جلگه‌ای سرسبز و ۱۰ کیلومتر با دریای خزر فاصله دارد و در قسمت‌های جنوبی آن کوهپایه‌های جنوبی آن جنگلی دیده می‌شود. لنگرود در فاصله ۶۰ کیلومتری رشت (مرکز استان گیلان) واقع شده‌است و از طرف شمال به دریای خزر، از غرب به شهرستان لاهیجان، از طرف شرق به شهرستان رودسر و از طرف جنوب به شهرستان املش منتهی می‌گردد.

### آب و هوا
لنگرود در شمال ایران قرار دارد و دارای آب و هوای معتدل کاسپین و شبه مدیترانه‌ای است که دارای تابستان‌های گرم و شرجی و زمستان‌های سرد و مرطوب است. لنگرود یکی از شهرهای پربارش ایران است و پوشش سفالی شیروانی بام‌ خانه‌های قدیمی این شهر به دلیل بارش زیاد باران است و در این شهر بام خانه‌ها و ساختمان‌های جدید به صورت شیروانی(فلزی) است.

### رودخانه‌ها و تالاب‌ها
لنگرود دارای یک رودخانه اصلی است که به نام خود شهر(رودخانه لنگرود) می‌باشد که از وسط شهر می‌گذرد و پل خشتی لنگرود نیز برروی این رود واقع است؛ این رود منشعب از سفیدرود است و به دریای خزر می‌ریزد. رودخانه‌ی شلمان و رودخانه چمخاله نیز از دیگر رودهای این شهر است. همچنین این شهر دارای بافت تالابی است و تالاب کیاکلایه در آن قرار دارد و استخر طبیعی پارک فجر نیز در نزدیکی آن قرار دارد و این تالاب‌ها محل زندگی پرندگان مهاجر است و نیلوفرهای آبی آن تبدیل به یکی از نمادهای شهر لنگرود شده است. با وجود شهرسازی در نقاط مختلف لنگرود همچنان در بعضی از نقاط شهری نیز قسمتی از نی‌زار‌های باقی مانده از تالاب‌های قدیمی این شهر نیز دیده می‌شوند.

## مردم‌شناسی

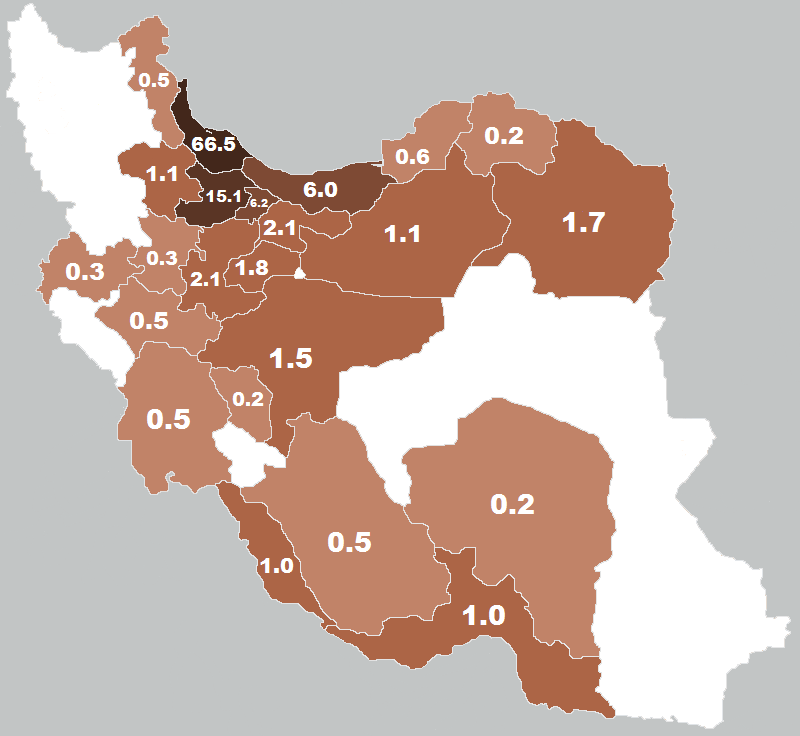
پراکندگی مردم گیلک در استان‌های ایران

### زبان
مردم لنگرود از قوم گیلک هستند و به زبان گیلکی با گویش بیه‌پیش و لهجه لنگرودی سخن می‌گویند.

### جمعیت
در سال ۱۲۷۵ ه‍.ق ۱۲۳۰ ه‍.ش یعنی حدود یک سده و نیم پیش جمعیت این شهر دو هزار نفر بوده‌است. اما در سرشماری عمومی نفوس سال ۱۳۷۵ ه‍.ش جمعیت  شهر به تعداد ۶۵،۹۷۳ نفر رسید.
جمعیت شهر لنگرود بر پایه سرشماری عمومی نفوس و مسکن در سال ۱۳۹۵ ۷۹٬۴۴۵ نفر (۲۷٬۳۱۸ خانوار) بوده‌است و چهارمین شهر پرجمعیت گیلان محسوب می‌شود(پس از رشت، بندر انزلی و لاهیجان).

## محلات
لنگرود دارای محله‌هایی به نام‌های کلیدبر، کیاکلایه، آنسرمحله، خراطمحله،درویشانبر، فشکالی محله، کاسه‌گرمحله، قصاب‌محله، گشته مردخال، انزلی‌محله و،راه‌پشته و موبندان و چالکیاسر که هر یک دارای اعتبار خاصی هستند. چاف و چمخاله نیز در پانزده کیلومتری لنگرود قرار دارد. از جاذبه‌های گردشگری است و همانند دیگر بنادر دارای فعالیت‌های تجاری بوده که در حال حاضر بسیار محدود است.

## اقتصاد

### ماهی‌گیریوشیلات
صید ماهی در این شهر رایج است. این شهر به علت نزدیکی به دریا و بندر چاف و چمخاله صیادان زیادی دارد و بازار ماهی فروشان لنگرود از معروف ترین بازارهای گیلان است. همچنین مراکز پرورش ماهی نیز در این شهر فعالیت پررنگی دارند. غالب ماهی‌هایی که از دریا صید یا در پرورشگاه پرورش داده می‌شوند و به فروش می‌رسند، ماهی سفید، ماهی آزاد، قزل آلا، کفال ماهی، اردک ماهی، کپور ماهی، کیلکا، اوزون برون، فیل ماهی، کولی ماهی می‌باشند که از بین این ماهی‌ها نیز ماهی سفید محبوبیت زیادی در بین مردم لنگرود دارد.

### ابریشم
لنگرود درکنار لاهیجان همچنان یکی از مراکز مهم تولید ابریشم از طریق پرورش کرم ابریشم (نوغان) محسوب می‌شود هرچند که از دهه‌ی نود قرن ۱۳ خورشیدی به دلیل سقوط اقتصاد ابریشم در ایران، مردم زیادی از پرورش ابریشم دست نگه‌داشته اند.

### کشاورزی
از دیرباز به دلیل اینکه زمین‌های اطراف لنگرود حاصلخیز بوده به مرور زمان و توسعه بازرگانی در گیلان، لنگرود در زمینه‌ کشاورزی خصوصاً کشت کنف از شهرهای مهم محسوب می‌شود. خاک، آب و آب‌وهوای مناسب سبب گردیده مردم لنگرود به کارهای کشاورزی علاقه‌مند باشند. از محصولات عمده‌ی لنگرود می‌توان انواع برنج، چای، مرکبات و صیفی‌جات را نام برد.

### توریسم
دسترسی این شهر به کوه‌های سرسبز لیلاکوه و دریای خزر، بافت بومی بازار و رودخانه‌ای که از میان این شهر رد می‌شود و همینطور فرهنگ مهمان‌نوازی مردمان این شهر، لنگرود را تبدیل به شهری توریستی کرده است.

### صنایع فلزی
این شهر در قدیم در زمینه صنعت دارای صنایع فلزی از جمله تفنگ‌سازی (شکاری) بوده که به علت مرغوبیت و کیفیت، خریداران زیادی داشته‌ است. اکنون نیز همچنان ابزار فلزی کشاورزی به صورت سنتی در بعضی از مکان های قدیمی و بومی شهر ساخته می‌شود.‌‌

### محصولات غذایی
این شهر دارای شیرینی‌ها و نان‌های منحصر به خود است. عمده مواد بکار رفته در این محصولات برنج و کدو هستند. نان برنجی، نان خلفه، نان تمیجان، کلوچه لنگرود و... از محصولات غذایی منحصر به این شهر هستند. نان تمیجان یکی از نان‌های محلی شرق گیلان است که در لنگرود یافت می‌شود و مهارت پخت این نان با قدمتی 150 ساله در فهرست آثار ملی ایران قرار گرفته است. بازار این شهر مانند دیگر شهرهای استان گیلان از لحاظ مواد خوراکی رونق زیادی دارد در بازار این شهر ترشیجات و میوه‌های متنوعی اعم از محصولات بومی و غیربومی وجود دارد و به سبب نزدیکی به رودبار دارای زیتون‌های مرغوبی است. در بازار این شهر سبزی‌های محلی به وفور یافت می‌شود. 

### صنایع دستی
مردان و زنان هنرمند لنگرودی با استفاده از موادی چون چوب، نخ، پارچه و فلز محصولاتی تولید می‌کنند که علاوه‌بر زیبایی، کیفیت بسیار مناسبی هم دارند. در زیر مهم‌ترین صنایع دستی این شهرها را می‌توانید مشاهده کنید. 
- چادرشب
- لباس محلی
- سفالگری
- بامبوبافی
- حصیربافی [۱۴]

## آموزش

### دانشگاه‌ها و مراکز آموزش عالی

#### دولتی
- دانشکده پرستاری و مامایی دانشگاه علوم پزشکی گیلان
- دانشکده پیراپزشکی شرق گیلان دانشگاه علوم پزشکی گیلان
- دانشگاه پیام نور مرکز لنگرود
- مرکز آموزش فنی و حرفه‌ای شهید املاکی
- مرکز آموزش عالی علمی کاربردی لنگرود[۱۵]

#### غیردولتی
- دانشگاه آزاد اسلامی واحد لنگرود
- موسسه آموزش عالی قدیر لنگرود

## اماکن دیدنی، تاریخی و برجسته

### پل خشتی
مهمترین بنای تاریخی به جا مانده در شهر لنگرود، پل خشتی این شهر است. عبور رودخانه لنگرود و شعبات آن از چندین محله شهر جذابیت ویژه ای به لنگرود داده است به گونه‌ای که سفرنامه نویسان اروپایی (کتاب سفرنامه شمال مکنزی) زیبایی لنگرود را ستوده و آن را همسان شهر ونیز در ایتالیا توصیف کرده‌اند.
این بنا مربوط به دوره ایلخانیان است و راه پشته و انزلی محله را به مرکز شهر متصل می‌کند. پل خشتی لنگرود، نماد این شهر است به نحوی که نشان شهرداری این شهر و سربرگنامه‌ها با تصویر این پل مزین شده و برای مردم اهمیت زیادی دارد. این پل در ۱۳ خرداد سال ۱۳۵۱ در فهرست بناهای میراثی کشور به ثبت رسید. آن گونه که تصاویر قدیمی از این پل نشان می‌دهد، به جز حمل بار به وسیله قایق‌های محلی، سالانه مسابقه «نو دنبال رانی» از زیر پل تا مرداب لنگرود انجام شده است. همچنین در یک طرف این پل سردیس‌های مشاهیر لنگرود و المان لنگر، که یکی از نمادهای لنگرود است واقع هستند. قرارگیری این پل در بافت مرکزی شهر از یک سو و نزدیکی به بازار اصلی لنگرود و بقعه میراثی آقا سید حسین از سوی دیگر و نزدیکی به باغ ملی و عمارت منجم باشی و حمام میراثی فشکالی محله، یک مجموعه تاریخی بهم پیوسته را ایجاد کرده است.
دو شعبه اصلی رودخانه لنگرود در محدوده پل خشتی بهم می‌پیوندد و رودخانه در امتداد مسیر خود از محله «سالی پاکه» به سمت ساحل زیبای چمخاله می‌رسد. در گذشته، حمل کالا و بار از طریق رودخانه صورت می‌گرفت. ملاط این پل از آهک و ساروج بوده و دهانه‌های فراخ پل امکان تردد کشتی‌ها را در قدیم فراهم کرده بود. دو طرف پل به جاده دو طرفه که موازی جریان آب است، ختم می‌شود. برای اینکه انتهای دو شیب پل بر جاده اصلی سوار شود، این جاده دو طرفه را از طرفین سربالا ساخته‌اند. چنین طرحی در هیچ یک از پل‌های گیلان دیده نمی‌شود.

### عمارت منجم باشی
خانه منجم باشی مربوط به دوره قاجار است و در لنگرود، روبروی اداره برق و سبزه میدان واقع شده‌است. این خانه از آثار قدیمی و تاریخی لنگرود و نماد این شهر است و متعلق به خاندان منجم باشی است که با روی کار آمدن آقامحمدخان قاجار در گیلان صاحب نام و عنوان شدند و همچنین سالن و تزئینات این خانه نمونه‌ای از هنر معماری گیلان در دوره قاجار است. این عمارت در سال‌های اخیر بین وراث تقسیم و نوسازی شده و تنها بخش کوچکی از آن سالم مانده است. پنجره‌های چوبی با ارسی های زیبای این بنا و کاشی‌های دوره قاجار عمارت هنوز جذابیت خاصی به این عمارت می‌دهد.
حمام تاریخی منجم باشی، در ضلع غربی عمارت و در ابتدای کوچه منجمی قرار دارد. این حمام از معدود حمام‌های دوره قاجار است که به لحاظ استحکام وضعیت خوبی دارد. منجم باشی بزرگ این حمام را تنها برای خاندان خود و اعیان ساخته بود و تنها دو روز در هفته یعنی روزهای شنبه و چهارشنبه مردم عادی هم می‌توانستند از این حمام استفاده نمایند.
دهه ۱۳۴۰، غلامرضا حیدری مطلع حمام را از خاندان منجمی خریداری می‌کند. ولی متأسفانه در نوسازی‌های دهه ۱۳۷۰، کاشی کاری‌های آن به بهانه افزایش بهداشت حمام کنده و از نو کاشی کاری می‌شود.

### تالاب کیاکلایه و استخرهای طبیعی
لنگرود دارای تالاب کیاکلایه و استخر طبیعی پارک فجر است. نیلوفرهای آبی در برخی از فصول سال در استخر پارک فجر نمایان می‌شوند و تبدیل به یکی از نمادهای لنگرود شده است. تالاب زیبا و طبیعی کیاکلایه با انواع پرندگان دریایی و بوستان تفریحی فجر که در قسمتی از تالاب ایجاد گردیده‌ است، یکی از دیدنی‌ترین مکان‌های شهر است. تالاب لنگرود محل زیست پرندگان بومی زیادی است.

### پارک فجر
پارک فجر لنگرود در نزدیکی پارک‌ بازار قرار گرفته است. این پارک شامل استخر طبیعی و دارای طبیعت و راه‌ گذر مناسب برای پیاده‌روی و دوچرخه سواری است. همچنین شهربازی فجر هم در این مکان قرار گرفته است و میدان طبیعت یا میدان لک‌لک به دلیل زیست پرندگان مهاجر در تالاب واقع در مجاورت این پارک، در این مکان واقع شده است.

### بام لنگرود
منطقه آبچالکی در ارتفاعات ملاط که به بام لنگرود شهرت دارد و به جلگه لنگرود، دریای خزر و بخشهایی از شهر رودسر و لاهیجان مشرف است. بازار محلی و صنایع دستی در آبچالکی نیز از جاذبه‌های گردشگری این منطقه است.

### خانه دریا بیگی
از شاهکارهای هنر دوران قاجاریه‌ می‌باشد.

### سورتمه لنگرود
منظره این سورتمه از بالا به شهرهای لنگرود، املش، رودسر، رحیم آباد، شلمان و چمخاله مشرف است و طول مسیر این سورتمه ۱۲۰۰ متر است.

### ملاط
ملاط خاستگاه گردشگران طبیعت و منطقه توریستی واقع در لنگرود است. همچنین باغات میوه و شالیزارهای کنار باغات چای ملاط بسیار مورد توجه همگان است. آبشار ملاط نیز از دیگر مکان‌های این منطقه است. عطاکوه نیز در این منطقه واقع است. طبیعت زیبا و کوهستانی و وجود گردشگران بومی و غیربومی باعث پدید آمدن سفره‌خانه‌ها و محل‌های اقامت موقت شده است. بلندی‌های ملاط پوشیده از بوته‌های چای است و همواره سرسبز است.
در مسیر جاده لیلاکوه به سمت روستای ملاط، بازارچه‌های محلی تشکیل شده و انواع نان‌های محلی را به صورت داغ بر روی هیزم و سفال پخته و به مشتریان عرضه می‌کنند. از زمان کشت برنج در گیلان، پخت انواع نان با ترکیب آرد برنج و گندم نیز رواج یافت؛ نان کِشتا، نان خُلفه، بِپُخته لاسئِه نُون، نان تمیجان و نان لاکو تنها نمونه‌هایی از این نان هاست.
معروف‌ترین این نان‌ها، نان خُرفه است که از ترکیب پوره کدو حلوایی، آرد برنج و آرد گندم و تخم گیاه خرفه تهیه می‌شود. علاوه بر نان، انواع تخم ماکیان و لوبیای پخته شده نیز در این بازارچه‌های محلی یافت می‌شود.

### پرشکوه
پرشکوه منطقه ای کوهستانی و سرسبز سرشار از باغ‌های چای و مرکبات است. کوه و ارتفاعات شالنگه پرشکوه و سل(استخر طبیعی) پرشکوه از مکان‌های گردشگرپذیر این منطقه است. بقعه ملا مریم نیز در پرشکوه قرار دارد. قله‌ی تایی پوشته در پرشکوه سراسر پوشیده شده از مرکبات و چای است.

### سواحل لنگرود
ساحل چمخاله در ۹ کیلومتری شمال لنگرود قرار دارد. از دو راه زمینی و یک راه آبی می‌توان به چمخاله رفت. ساحل چاف و تازه آباد نیز از دیگر سواحل است.

### پارک جنگلی لیل
طبیعت کوهستانی بکر و دیدنی لیل که در 25  کیلومتری شهرستان لنگرود واقع شده و از مکان‌های گردشگری محسوب می‌شود.

### مسجد جامعلنگرود
مسجدی باستانی که تاریخ ساخت در آن مربوط به سال ۱۰۰۱ هجری قمری است. در این مسجد همچنان مراسم‌های مذهبی مختلف برگزار می‌شود.

### رودخانه لنگرود
رودخانه لنگرود انشعابی از سفیدرود است که از وسط این شهر می‌گذرد و باعث جلوه‌ی زیبا و بندری این شهر شده است. پل خشتی بر روی این رودخانه واقع است و  یکی از مهمترین پل‌های متصل کننده دوطرف شهر است. رودخانه لنگرود، عمق و وسعت زیادی داشته و آب آن با جریانی آرام از بسیاری از محلات قدیمی لنگرود عبور کرده و در چمخاله به دریای خزر می‌ریزد.
رودخانه‌های لنگرود و شعبات آن در گذشته کار تردد بار و کالا را هم بر عهده داشت. عکس‌های قدیمی لنگرود، گویای تجمع کرجی بانانی است که با قایق‌های بلند محلی که «نودنبال» خوانده می‌شد، انواع خربزه محلی و صیفی جات و بار نمک و ماهی را در نزدیکی این رود برای عرضه تجمع کرده‌اند.
رابینو جهانگرد معروف در خصوص لنگرود چنین می‌نویسد: 
«کناره‌های رودخانه لنگرود زیباترین منظره‌ای است که من در ایران دیده‌ام».

### قلعه دیزبُن
بر روی کوهی بلندکه بخشی از این کوه بر اثر برداشت سنگ لاشه تخریب شده است، بقایایی از این قلعه به چشم می خورد. این قلعه بین لیالستان و دیوشل قرار دارد.

### بازار ماهی فروشان

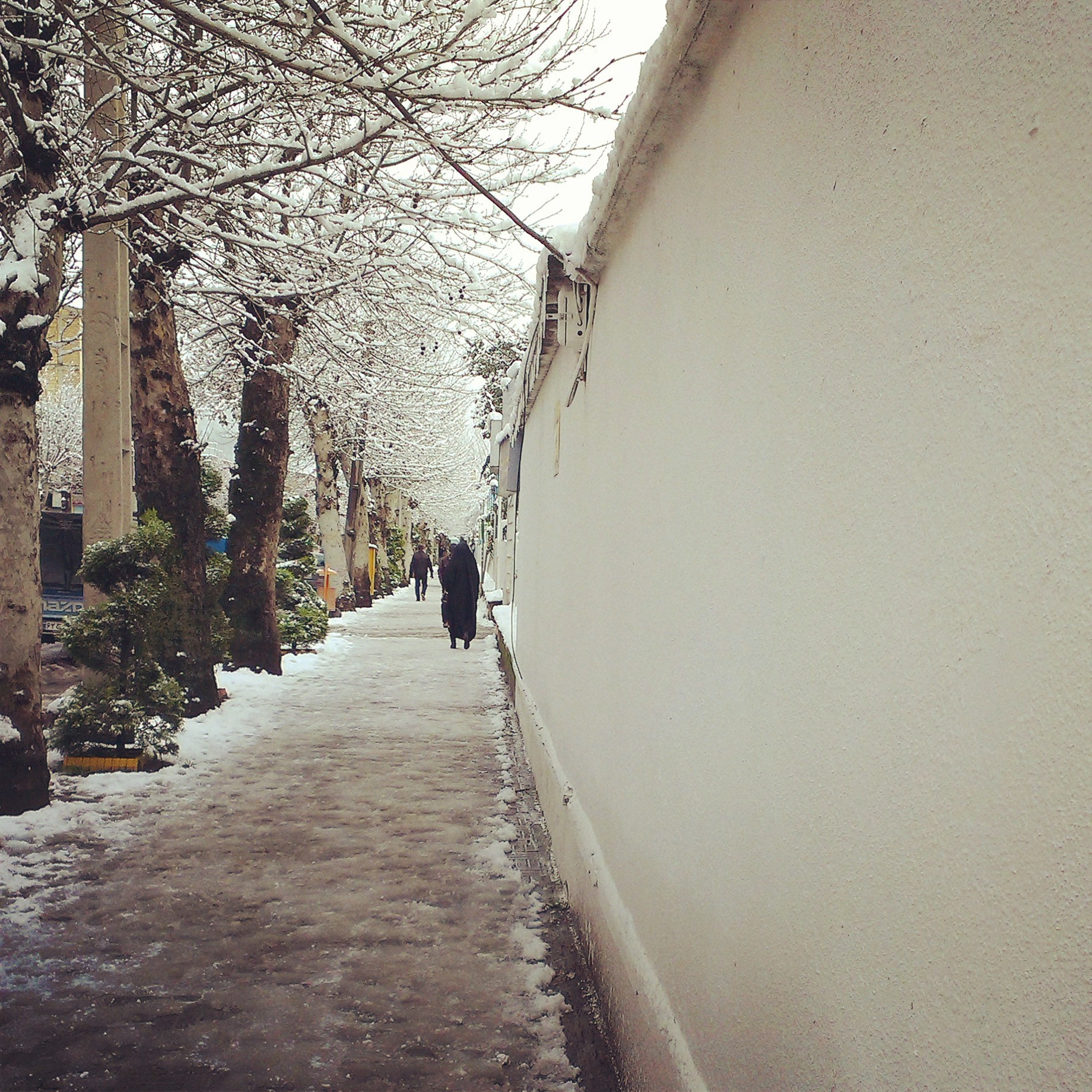
پیاده‌رو

"بازار ماهی فروشان لنگرود" یکی از مهم ترین بازارهای این شهر است که به بازار اصلی متصل می‌باشد. ابتدای این بازار دو مجسمه سیمانی از ماهی قرار دارد که نشون دهنده هویت این بازار و نماد آن است. بازار ماهی فروشان لنگرود در میدان نماز شهر لنگرود استان گیلان قرار دارد و داخل بازار و کوچه های منتهی به آن مغازه های ماهی فروشی و دست فروشان ماهی دیده می‌شود. در این بازار انواع و اقسام ماهیهای صید شده آن روز به فروش می‌رسد. همچنین ماهی‌های نمک سود شده و ماهیهای پرورشی نیز در کنار ماهی‌های دریایی فروخته می‌شود. البته انواع ماهی‌ها بستگی به فصل دارد و در هر فصل بستگی به صید آن زمان ماهیهای عرضه شده هم متفاوت است.

### پارک بازار
پارک بازار یا جمعه بازار لنگرود، یکی از بازارهای این شهر است که در روزهای جمعه سرشار از جمعیت می‌شود و به دلیل نزدیکی به پارک فجر لنگرود پارک بازار نام گرفته است و میدان طبیعت یا میدان لک‌لک که یکی از نمادهای دیگر این شهر است نیز در کنار این بازار واقع است. اقلامی که در این بازار ارائه می‌شود بسیار متفاوت است و تنوع زیادی دارند.

### زمین‌های کشاورزی

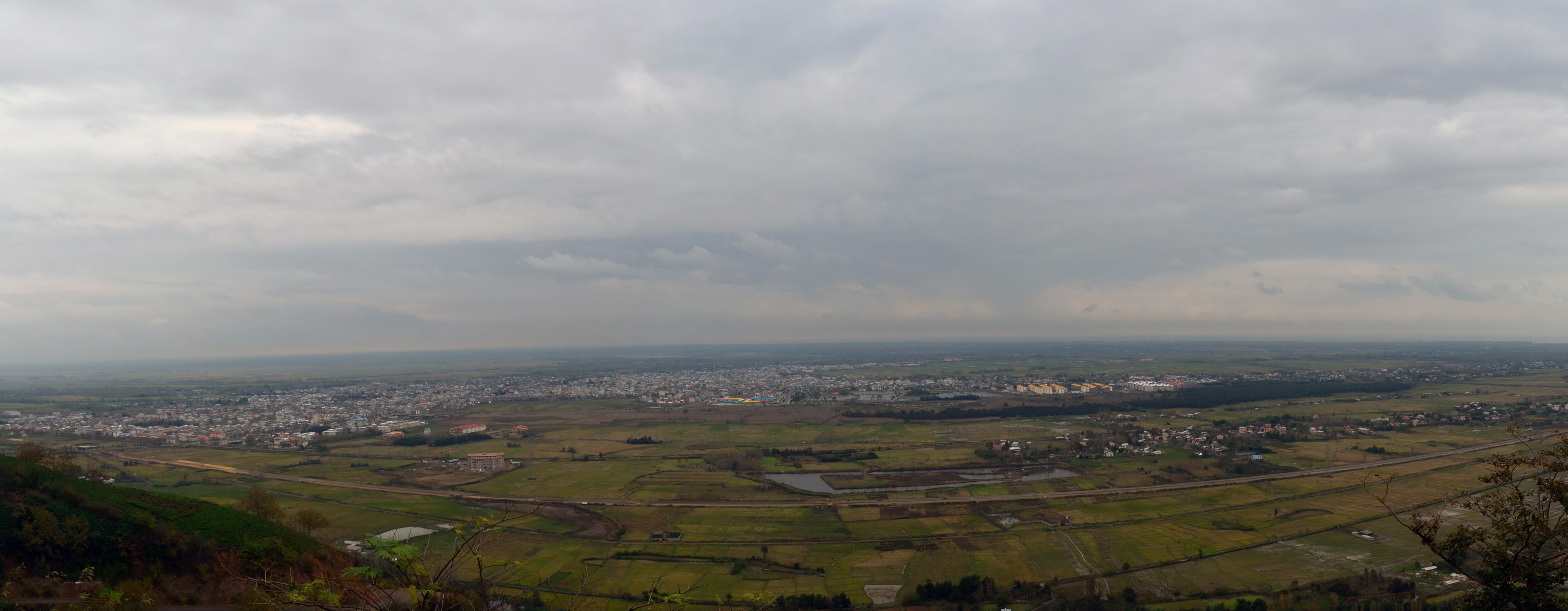
تصویری که برفراز شالیزارهای اطراف این شهر گرفته شده است

در اطراف و حومه‌ی این شهر شالیزار‌ها و باغات زیادی وجود دارد که علاوه بر جنبه کشاورزی، جنبه دیدنی نیز دارند. در بهار شالیزارها چهره‌ی سرسبز و زیبایی به مسیرهای اطراف این شهر می‌دهند و در زمستان نیز باغ‌های سرسبز پرتقال در این شهر جلوه‌ای زیبایی را نمایان می‌کنند.

## شهرهای خواهرخوانده
- سیرجان در استان کرمان از سال ۱۴۰۱[۱۶]